# NGC 3576
NGC 3576 (другое обозначение — ESO 129-EN5) — эмиссионная туманность в созвездии Киль.
Этот объект входит в число перечисленных в оригинальной редакции «Нового общего каталога».
Представляет собой гигантскую Область H II, предположительно, являющуюся самым молодым объектом так называемого комплекса Киля.